# Jesús Rueda
Jesús Rueda Ambrosio (Badajoz, 19 febbraio 1987) è un calciatore spagnolo, difensore del San Roque.

## Carriera
Nella stagione 2012-2013 ha giocato 28 partite nella massima serie spagnola con il Real Valladolid. Dal 2015 al 2017 ha militato nel Beitar Gerusalemme nel campionato israeliano; nella stagione 2016-2017 gioca 7 partite nei turni preliminari di Europa League.

## Palmarès

### Club

#### Competizioni nazionali
- Campionato cipriota: 2

APOEL: 2017-2018, 2018-2019